# Cordillera Central (Perú)
La cordillera Central es uno de los tres ramales importantes en los que se divide la cordillera de los Andes en el Perú. Se extiende desde la cordillera del Cóndor en la frontera con Ecuador hasta el nudo de Vilcanota, pasando por el nudo de Pasco en el centro del Perú. Tiene una longitud aproximada de 1.500 km y es menos elevada que la Cordillera Occidental, salvo en su sector meridional. Presenta un mayor poblamiento en el lado oeste, destacando las poblaciones de Chachapoyas, Cerro de Pasco, Huánuco, Tarma, Huancavelica y Ayacucho. Presenta pisos altitudinales que van ascendiendo: el cálido, el templado, la puna baja y la alta, y el helado. La cordillera atraviesa los departamentos de Amazonas, Cajamarca, San Martín, La Libertad, Huánuco, Pasco, Junín, Huancavelica, Ayacucho, Apurímac, Cusco y Puno.

## Secciones
En el sector norte se encuentra delimitada entre la frontera con el Ecuador y el nudo hidro-orográfico de Pasco, donde nacen el río Huallaga, el Marañón y el Mantaro. Se encuentra separada de la cordillera Occidental por la entalladura del río Marañón, y de la cordillera Oriental por el río Huallaga. Al norte del valle Bagua su relieve es erosionado profundamente por el río Marañón que la corta transversalmente, en el pongo Rentema. 
En el sector sur la cordillera es discontinua debido a que presenta un relieve en general más abrupto, especialmente en los sectores donde la cortan transversalmente los ríos Mantaro, Apurímac y Urubamba. Comprende las cordilleras de Vilcabamba, Huaytapallana y La Raya. En la cordillera de Vilcabamba se encuentra el imponente nevado de Salcantay, que con 6.271 m de altitud es la mayor cumbre de la cordillera. En este sector al este de la Cordillera Central se encuentra el Camino del Inca, y las majestuosas ruinas de Machu Picchu, Ollantaytambo y Pisac, entre otras.